# Renzo Lupo Berghini
Renzo Lupo Berghini (Urbino, 1913 – Sarzana, 2002) è stato un pittore italiano.

## Biografia
Secondo figlio di Michele Lupo Gentile e di Gisella Berghini, studiò all'Accademia di Firenze sotto la guida di Felice Carena e contemporaneamente si laureò in lettere a Pisa. Insegnò storia dell'arte nei licei classici di Firenze e Pisa fino al 1947. Fu tra i promotori della Mostra della scultura pisana del Trecento (Pisa, luglio-novembre 1946). Lasciata definitivamente Pisa, si trasferì a Sarzana dove abitò fino alla morte.
Uomo di cultura - come risulta per esempio dallo scambio di lettere con l'amico scrittore Giuseppe Dessì, conosciuto ai tempi dell'università -  condusse un tenace lavoro di pittore. La sua pittura di impianto naturalistico, venata di sottile malinconia, trova le sue radici nel post-impressionismo francese. Hanno scritto della sua opera, tra gli altri, Enzo Carli, Renzo Federici, Pier Carlo Santini, Franco Russoli, Emilio Tolaini, Nicola Micieli e Antonio Possenti. Ha partecipato a varie mostre, ottenendo il primo premio ex aequo per il ritratto contemporaneo al Circolo degli Artisti di Firenze (1954).

## Principali mostre personali
- Palazzo alla Giornata, Pisa, 1949
- Galleria l'Indiano, Firenze, 1960
- Galleria Gianferrari, Milano, 1965
- Galleria Santa Croce, Firenze, 1971
- Galleria Menghelli, Firenze, 1980
- Galleria Canci, Lerici, 1983
- Accademia di Belle Arti, Carrara, 1985
- Centro Allende, La Spezia, 1990
- Palazzo Civico, Pienza, 1993
- Fortezza Firmafede, Sarzana, 1998